# Mandela Van Peebles
Mandela Van Peebles est un acteur et producteur américain, né le 4 juin 1994 à Los Angeles, en Californie. Il est le fils de l’acteur Mario Van Peebles et petit-fils du réalisateur Melvin Van Peebles.

## Biographie

### Jeunesse
Mandela Van Peebles est né le 4 juin 1994 à Los Angeles sous les yeux de son père Mario Van Peebles et de Lisa Vitello. Cela dit, il est le petit-fils de Melvin Van Peebles et de Maria (née Marx). Il doit son prénom à Nelson Mandela.
Il entre à l’université Loyola Marymount, d’où il sort diplômé en communications en mai 2016.

### Carrière
Mandela Van Peebles fait ses premiers pas dans le monde cinématographique dans le thriller Judgment Day de John Terlesky (1999), avant d’apparaître dans des films de son père Mario Van Peebles tels que Baadasssss! (2003), We the Party (2012) et USS Indianapolis : Men of Courage (2016).
Il passe également à la télévision, en 2016, pour interpréter le rôle de Noah dans la mini-série Racines (Roots) réalisé par Mario Van Peebles, remake de la mini-série du même nom datant de 1977.
En  2017, il joue le rôle d’une des victimes dans le film d'horreur Jigsaw.

## Filmographie

### En tant qu’acteur

#### Films
- 1999 : Judgment Day de John Terlesky : Marley (vidéo)
- 2003 : Baadasssss! de Mario Van Peebles : Angel Muse
- 2012 : We the Party de Mario Van Peebles : Hendrix Sutton
- 2012 : American Warships de Thunder Levin : Lookout Dunbar (vidéo)
- 2016 : USS Indianapolis : Men of Courage de Mario Van Peebles : Theodore
- 2017 : Jigsaw de Michael et Peter Spierig : Mitch
- 2019 : Limbo de Mark Young : Sam
- 2019 : A Clear Shot de Nick Leisure : Shawn
- 2024 : Outlaw Posse de lui-même : Decker

#### Court-métrage
- 2009 : Bring Your 'A' Game (documentaire)

#### Séries télévisées
- 2009 : Mario's Green House (télé-réalité)
- 2016 : Racines (Roots) : Noah
- 2021 : Mayor of Kingstown : Sam
- 2021 : Power Book III: Raising Kanan : un escroc
- 2021 - 2023 : Wu-Tang: An American Saga : Shank et le 9e Prince
- 2022 - 2024 : Reginald the Vampire : Maurice Miller

### En tant que producteur
Film
- 2018 : Armed de Mario Van Peebles (producteur délégué)